# Celostátní vzájemná výměna zkušeností
Celostátní vzájemná výměna zkušeností (CVVZ), jindy též Celostátní velká výměna zkušeností, je nepolitická a nezisková akce, kde se jednou ročně dobrovolně setkávají vedoucí působící v organizacích, spolcích a klubech pracujících s dětmi a mládeží. Jedná se o vzdělávací a networkingovou akci, která je mezispolková, tedy nesetkávají se pouze zástupci jednoho hlavního spolku. To do značné míry podporuje filosofie akce, která se odkazuje na koncept přátelství rozrůzněných, jejíž tezi o překonávání bariér mezi jednotlivými spolky a sdílení pedagogického know-how přinesl Jiří Šímáně – Galén. V duchu podpory myšlenky přátelství rozrůzněných jsou CVVZ protkány oceněním Březový lístek. Do značné míry se o podporu Březových lístků na akci stará Galénův nadační fond, který akce pravidělně zaštiťuje. Na slavnostním ceremoniálu dochází každým rokem k udělování těchto vyznamenání. O bezpečnost se na akci stará Skautská ochranná služba.
Jedná se o největší akci pro volnočasové pedagogy, instruktory, vedoucí a jiné pracovníky s mládeží napříč spolky, sdruženími kluby apod. svého druhu v České republice. Každým rokem se akce účastní kolem 500–700 lidí. V roce 2023 v Pohořelicích se jednalo o více než 700 účastníků, v roce 2024 v Praze pak 1130 účastníků. Kolem roku 2010 bylo obvyklých až 1500 účastníků. Na CVVZ pravidelně přijíždí i známé osobnosti, aby sdílely své zkušenosti při diskusích a workshopech. Akce menších formátů jsou pak nazývány jako Regionální velké výměny zkušeností (RVVZ) či velké výměny zkušeností (VVZ) a výměny zkušeností (VZ).
Pořadatelství se každým rokem mění, stejně jako místo konání. Akce tak každoročně cestuje napříč různými městy po celé České republice, kde získává značnou podporu lokálních i celorepublikových médií a politiků. S ohledem na historii je akce otevřená i pro Slováky a na slavnostních ceremoniálech pravidelně zaznívá za českou hymnou i slovenská. Nad akcí drží dlouhodobě patronát GN – Galénův nadační fond, který střeží kontinuitu a myšlenkovou hodnotu akce a je každoročním spolupořadatelem. Jednotlivé ročníky pak pořádají vybrané organizace, které se přihlásí k jejímu uspořádání. V případě střetu více zájemců, se pořadatel, který uspořádá po dvou letech od zvolení další CVVZ, odvolí demokratickým způsobem všemi účastníky probíhající CVVZ na závěrečném rituálu. Pořadatelství ročníku 2024 je v gesci Rady dětí a mládeže hlavního města Prahy. V roce 2025 se bude akce konat v Kolíně, který vyhrál volby na Šumperkem.

## Základní myšlenky CVVZ
Spolupráce: CVVZ spojuje dobrovolníky z celé republiky. Vznikají tu kamarádské vztahy a navazuje se prospěšná spolupráce mezi organizacemi. Z těchto základů vyrůstá občanská společnost spojená solidaritou a tolerancí.
Osobnostní rozvoj: sdílení zkušeností a vědomostí pomáhá rozvíjet nabídku volnočasových aktivit dětem. Dobrovolníci se učí jeden od druhého i od profesionálních pedagogů, sociálních pracovníků, zdravotníků či právníků.
Celospolečenský přesah: CVVZ pomáhá stavět budoucnost pro naši zemi. Upevňuje vztahy mezi všemi, kteří se podílejí na výchově dětí, a informuje o jejich činnosti veřejnost a média. Připomíná to nejdůležitější v každé zdravé společnosti: výchovu soběstačných, vzdělaných a schopných lidí.

## Členění výměn zkušeností

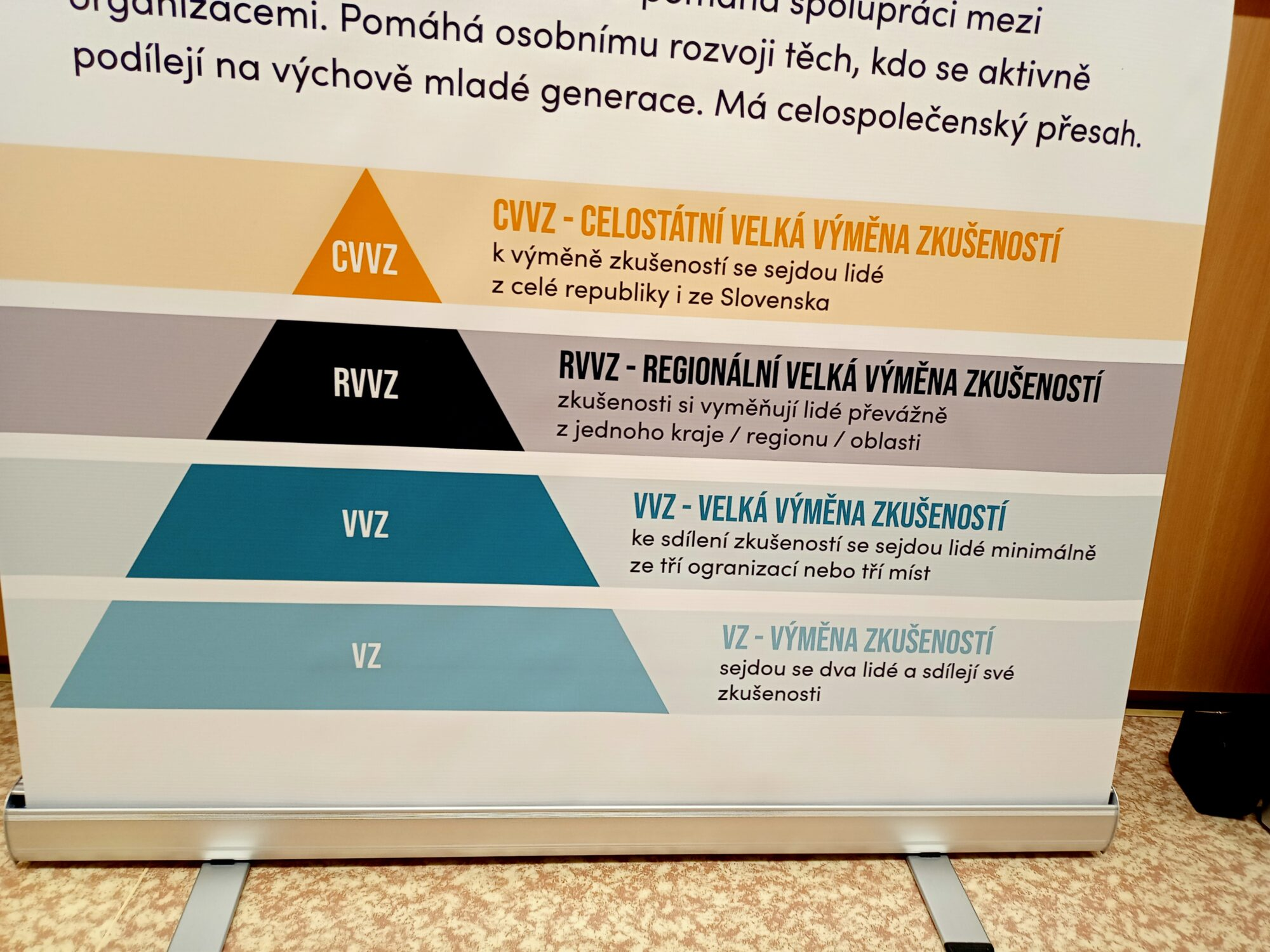
Charakteristika výměny zkušeností dle počtu zapojených organizací a oblasti působnosti, výřez z oficiálního rollupu na CVVZ 2023 v Pohořelicích

### CVVZ - Celostátní vzájemná (velká) výměna zkušeností
Každoročně pořádané setkání, ke kterému dochází zpravidla o víkendech kolem 17. listopadu. Díky státnímu svátku je doba trvání akce proměnlivá v řádu 3–5 dnů. Na akci se setkávají účastníci zejména z České republiky a částečně i ze Slovenska, byť zahraničních účastníků je v posledních letech méně. Akce je zahajována a ukončována slavnostním ceremoniálem, kde nechybí zpěv české i slovenské státní hymny.
O pořadatelství CVVZ se hlasuje demokratickým způsobem, a to prezenčně během ukončovacího ceremoniálu. Vítěz pořadatelství představuje svou vizi a každý z účastníků (tedy i v nedospělém věku) má možnost ovlivnit svou volbou, kde se uskuteční CVVZ za dva roky od hlasování.

### RVVZ - Regionální výměna zkušeností
Jedná se o akce menšího formátu uskutečňované ve specifickém místě. Lektoři i účastníci pochází většinově z daného kraje (z tohoto důvodu je název regionální do jisté míry matoucí). Účast na akci není podmíněna trvalým bydlištěm či participací v místních organizacích, a tak se na regionálních velkých výměnách zkušeností vyskytují i účastníci z jiných krajů.
Pravidelně se RVVZ pořádají na Vysočině od roku 2002 pod vedením Jana Burdy – Tatanky z Třebíče. RVVZ na Vysočině navázaly na tradici "Summitů klubů a oddílů", které byly v podobě malých místních výměn zkušeností (Třebíč, 1994, 1995, 1996 a 1998).
Občasně se RVVZ uskutečňují či uskutečňovaly v Šumperku, v Náchodě, v Turnově, v Hradci Králové, ve Žďáru nad Sázavou, v Třebíči či v Albrechticích.
Od roku 2024 pořádají karlovarští skauti pod vedením Jitky Vysloužilové – Serži a Kristýny Našincové – Skřítka z organizace Junák – český skaut jednou ročně Roover, RVVZ pro věkovou kategorii adolescentů a mladých dospělých.
V roce 2026 se uskuteční RVVZ v Praze ve spolupráci se Střední průmyslovou školou na Proseku, přičemž organizátoři počítají s 200 účastníky. Hlavním pořadatelem je Regionální centrum Hnutí Brontosaurus Praha s náčelnicí akce Šárkou Řeháčkovou – StaroŠášou.

### VVZ - Velká výměna zkušeností
Jedná se o sdílení zkušeností v menším formátu. Základní podmínka je, aby se propojili lidé alespoň ze třech míst (organizací, klubů, spolků apod.). Může jít o dobrovolnické iniciativy bez oficiálního zaštítění, ale i o organizovanou akci pro vybranou skupinu lidí. Příkladem může být VVZ určená pouze pro skauty.

### VZ - Výměna zkušeností
Jde spíše o připomenutí faktu, že zkušenost se předává i pouhým setkáním s druhým člověkem bez nutnosti uspořádat organizačně náročnou akci. Takováto drobná setkávání do jisté míry podporuje systém březových lístků, kde je nutné se osobně setkat kvůli podpisu. Vzhledem k tomu, že se pak setkávají lidé z podobného volnočasového a myšlenkového prostředí, nezřídkakdy dojde právě k výměně zkušeností.

## Ročníky
Historie Celostátní vzájemné výměny zkušeností sahá do roku 1965, kde se zrodila první myšlenka odděleného setkání vedoucích. Samotné CVVZ pak proběhly poprvé v 80. letech dvacátého století. V tomto období proběhly celkem 4 "Celostátní vrcholné výměny zkušeností". Následně vlivem tehdejší nepřízně režimu došlo k útlumu činnosti. Akce byla v podobném formátu obnovena až po revoluci, v roce 1992.
CVVZ – Celostátní vzájemná výměna zkušeností se konala v těchto městech (oblastech):
- 2026 – akce se uskuteční v Pardubicích
- 2025 – akce se uskuteční v listopadu v Kolíně
- 2024 – Praha
- 2023 – Pohořelice
- 2022 – Skuteč
- 2021 – Holešov
- 2020 – České Budějovice, akce se kvůli pandemii koronaviru nakonec konala pouze online.
- 2019 – Náchod
- 2018 – Hlinsko
- 2017 – Šumperk
- 2016 – Jihlava
- 2014 – Brno
- 2013 – Třebíč,[50][51][52][53][54][55][56][57][58][59][60] záštitu nad akcí v roce 2013 převzali – MUDr. Jiří Běhounek, hejtman Kraje Vysočina a MVDr. Pavel Heřman, starosta města Třebíč. Partnerem akce bylo Ministerstvo školství, mládeže a tělovýchovy České republiky (MŠMT).
- 2012 – Šumperk, záštitu nad CVVZ převzal tehdejší hejtman Olomouckého kraje, pan Martin Tesařík.
- 2011 – Hradec Králové[61][62][63][64]
- 2010 – Chrudim, záštitu nad CVVZ 2010 převzali Ing. Roman Línek tehdejší místohejtman Pardubického kraje a Zastupitelstvo města Chrudim.
- 2009 – Plzeň
- 2008 – Přerov
- 2007 – Třešť, záštitu převzalo Ministerstvo školství, mládeže a tělovýchovy České republiky.
- 2006 – Ostrava, záštitu nad CVVZ 2006 převzala tehdejší ministryně MŠMT PhDr. Miroslava Kopicová.

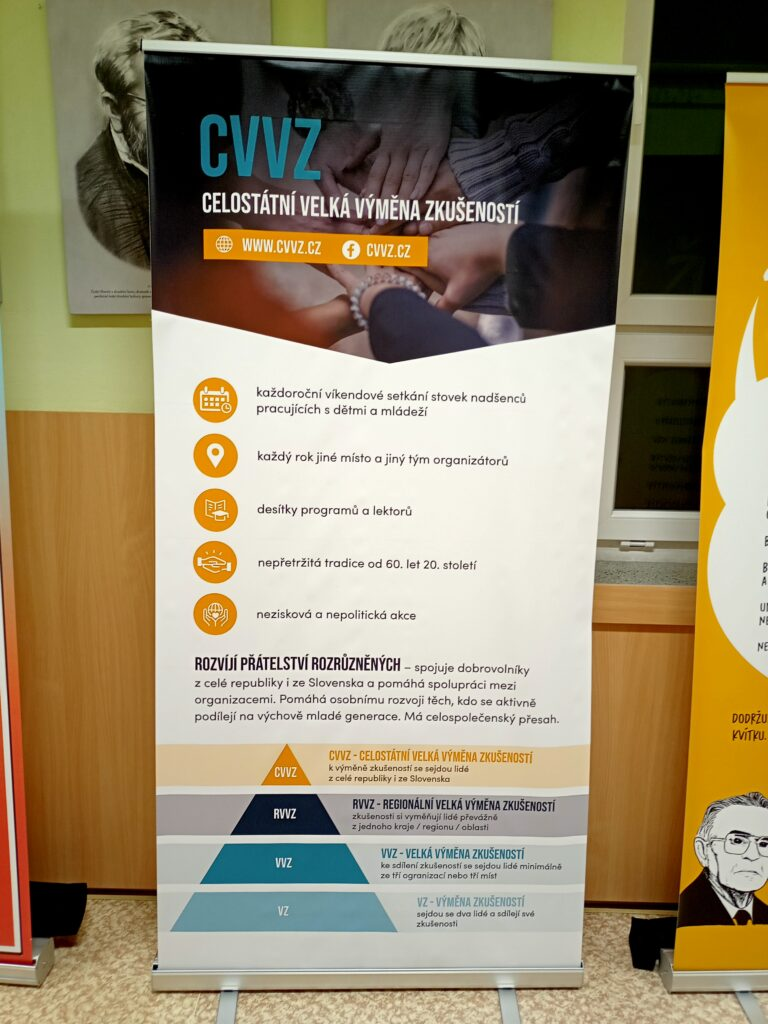
Oficiální rollup informující veřejnost o výměnách zkušeností

- 2005 – Třebíč
- 2004 – České Budějovice
- 2003 – Brno
- 2002 – Praha
- 2001 – Olomouc
- 2000 – České Budějovice
- 1999 – Most
- 1998 – Brno
- 1997 – Kladno
- 1996 – Třebíč
- 1995 – Náchod
- 1994 – Náchod
- 1993 – Karviná
- 1992 – Brno
- 1992 - Krnov
- 1991 - Velké Karlovice
- 1990 - Boskovice
- 1989 - Praha
- 1988 - nekonáno
- 1987 - nekonáno
- 1986 - nekonáno
- 1985 - Karviná
- 1984 - Český Brod
- 1983 - Ostrava
- 1982 - Ostrava
- 1981 - Pocheň u Široké Nivy
- 1980 - Pocheň u Široké Nivy
- 1979 - Květná u Strání
- 1979 - Rokycany